# 26800 Gualtierotrucco
26800 Gualtierotrucco è un asteroide della fascia principale. Scoperto nel 1981, presenta un'orbita caratterizzata da un semiasse maggiore pari a 2,4265414 UA e da un'eccentricità di 0,1091493, inclinata di 8,29571° rispetto all'eclittica.